# Kudiakam Pan
Kudiakam Pan è un grande lago salato che fa parte del complesso di Makgadikgadi Pan, nel Botswana nord-orientale. Ricade all'interno del Parco nazionale Nxai Pan.

## Storia
Studi archeologicici condotti nell'area hanno riportato alla luce manufatti in pietra risalenti al Paleolitico medio, testimonianze di un insediamento umano su quelle che allora erano le rive del Lago Makgadikgadi.
Ai margini dell'area di Kudiakam Pan si trova un gruppo molto scenografico di baobab, noti come i "baobab di Baines", dal nome dell'artista britannico Thomas Baines (1820-1875), che li immortalò in un suo acquerello del 1862.